# Domènec Talarn i Ribot
Domènec Talarn i Ribot   (Barcelona, 1812 - Barcelona, 8 de juny de 1902) fou un escultor i pessebrista català, reconegut per Ramon Amadeu i Grau com un dels grans escultors figuristes, va passar per l'estil neobarroc fins al realisme del segle xix, i es va especialitzar en imatgeria religiosa, especialment figures de pessebre, basades en una tipologia hebrea que recrea de l'època de Crist i l'exotisme oriental. Va tenir com deixebles Roig i Solé, Salvador Masdeu, Agustí Querol i el pintor Marià Fortuny. Va ser soci-fundador de la Societat de Pessebristes de Barcelona, l'any 1863.

## Biografia

### Els orígens
Va néixer l'11 de novembre del 1812 al barri del Raval de Barcelona, fill de Joan Talarn i Madrona Ribot. El 1836 es casà amb Maria Anna Anglès, amb qui tingué vuit fills. D'ells, diversos seguiren les pases artístiques del seu pare: Josep fou escultor, i Pelegrí, pintor.
Va fer estudis a l'Escola Llotja, on va tenir de mestre l'escultor Damià Campeny i fou deixeble de Celdoni Guixà. Campeny rebé l'encàrrec de decorar amb relleus de terra cuita l'edifici conegut com els Porxos d'En Xifré, propietat de l'indià Josep Xifré i Casas. Campeny s'encarregà dels dibuixos i de la direcció del projecte, mentre que Domènec Talarn i Ramon Padró i Pijoan (1809-1876), també alumne seu, en foren els autors materials. L'any 1863 es fundà a Barcelona la Societat de Pessebristes de Barcelona, la més antiga del món, en la que Talarn hi va contribuir amb pessebres que van ser famosos més enllà de l'àmbit barceloní (un va ser enviat a València i l'altre a Montevideo).

### El mecenatge
Un dels aspectes més interessants de la vida de Talarn va ser la protecció d'artistes que intentaven obrir-se camí en el món de l'art. Talarn va oferir protecció a joves com Marià Fortuny i Marsal, que esdevingué un gran pintor de fama internacional, a qui van aconseguir que la parròquia de Sant Agustí confiés una pintura al·legòrica del triomf de Maria, entre altres treballs. A més també ajudà d'altres artistes com Joan Roig i Solé, Enric Serra i Auqué o Agustí Querol i Subirats.

### El gran imatger
La denominació d'imatger va caure en cert descrèdit, i se'n deia «fer sants», sense considerar que es tractava d'una variant de l'escultura, en la que cal reflectir l'emoció i el sentiment, sense perdre l'elegància de l'escultura.
Gran part de les seves obres van desaparèixer l'any 1936. Entre les quals hi ha un Calvari d'una de les capelles del claustre de la catedral de Barcelona. A l'església de Sant Agustí hi havia hagut una imatge del seu patró que sobrepassava els cinc metres d'alçada. A l'església de Betlem, als dos altars laterals, hi havia hagut tot un apostolat, de mida més gran que el natural. A Santa Maria del Mar hi havia una imatge de Sant Pancraç que diuen que era la més bonica de totes. També eren obra de Talarn les iate de la Divina Providència i les de l'altar dels santa Abdó i Senén, a Santa Maria del Pi. També hi ha obres escultòriques seves al Teatre Principal de la Rambla de Barcelona, on els medallons de terra cuita de la façana són obra del mateix. Talarn fou un escultor notable, i rebé nombrosos encàrrecs no només de Barcelona, sinó també de les Filipines i Amèrica.

### Els tallers
Domènec Talarn tingué tres tallers, en els quals passà gran part de la seva vida. El primer a casa dels seu pares, al carrer de Jerusalem, 18, on passà la infantesa i joventut, i muntà els seus primers pessebres. Quan es va fer petita, es traslladaren a la plaça Santa Anna, on disposava d'un aparador per a exposar el pessebre. Hi passà 21 anys, fins que el van fer fora per a instal·lar el Foment del Treball Nacional. Es traslladà al carrer del Carme, on va morir-hi gairebé treballant.

### L'orientalisme
A les figures de pessebre de Talarn cal veure-hi la influència de l'ambient historicista del seu temps. Les figures intentaven representar els costums i la indumentària del temps de Jesús. Malgrat això, a les seves figures de Talarn aplica criteris post-barrocs i neoclàssics, i es complau en una arqueologia inventada més propera a Les mil i una nits que a una deducció històrica. Les caravanes són complicades, amb profusió de camells, que evoquen un món llunyà, pompós i ric, concepte d'Orient idealitzat.

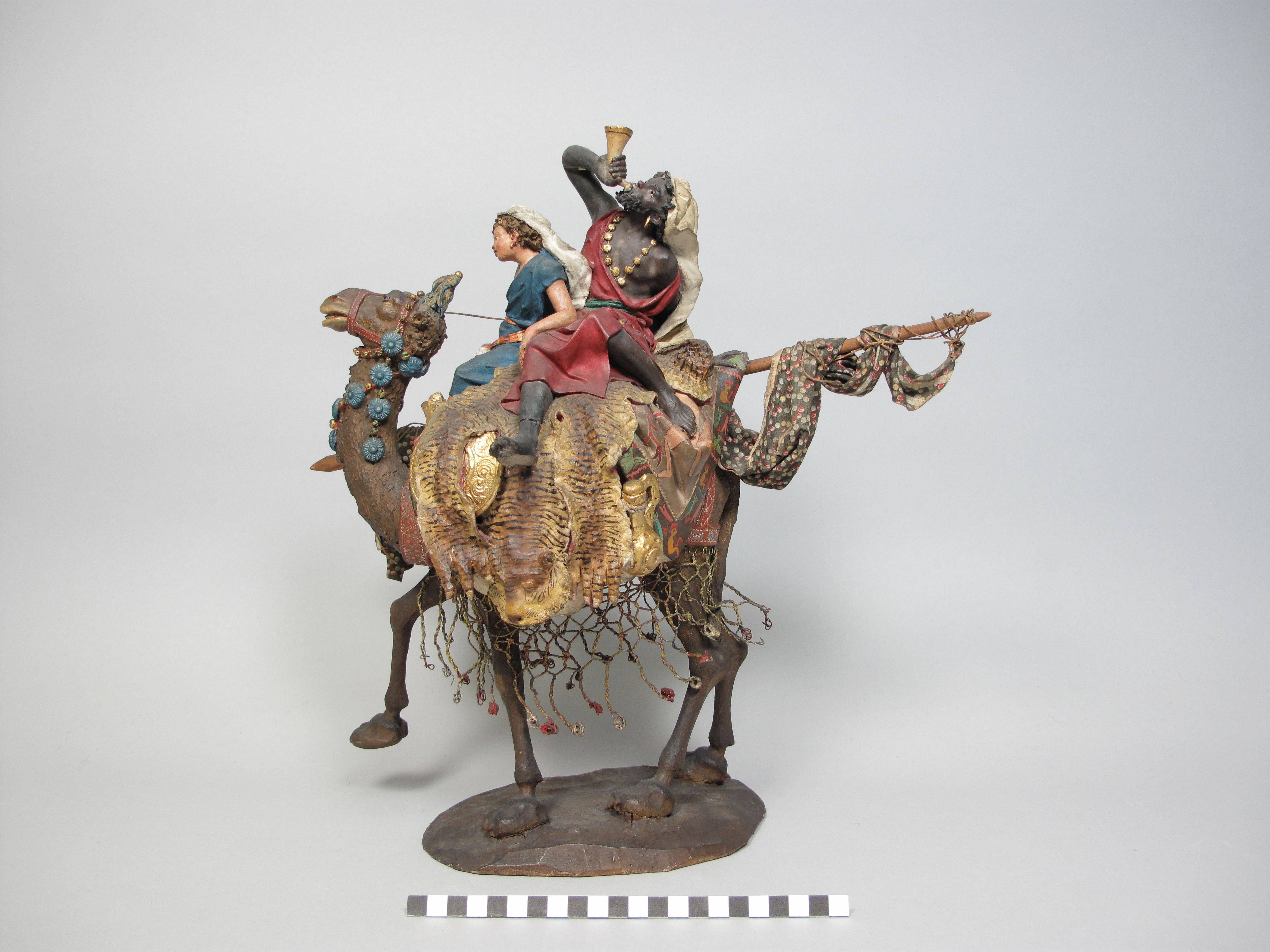
Men and a boy riding a camel

### Els grans pessebres talarnians
Els eeus pessebres eren espectaculars i coneguts a tota la ciutat i els pobles de la rodalia. El del carrer d'Avinyó gaudia de molts admiradors. Més tard, amb les mateixes figures es muntà un pessebre en una casa del Passeig de Gràcia. Un altre pessebre fet amb figures de Talarn, era el que construïria Oriol Martí al carrer de la Portaferrissa. Aquestes figures, un dels millors conjunts de Talarn, van passar a ser propietat de l'Ajuntament de Barcelona, i conservades al Museu Etnològic de Barcelona. Destaquen altres pessebres i col·leccions com les de Felip Camps i Comas, Joan Cura i Sans, i Anton Serrat i Fargas.
Però per sobre de tots, destacava el pessebre que Talarn feia a casa seva, en el que posava tot el seu amor. L'exposava a l'aparador del taller de Santa Anna, on era admirat per nombrosos admiradors.

## Obres
- 1852- Puríssima. Església de Santa Clara. Barcelona
- 1862-1864- Sant Agustí i Sant Antoni. Església de Sant Agustí. Barcelona
- 1864- Calvari. Capella de Sant Oleguer a la catedral de Barcelona.
- 1866- Sant Joan. Església de Montevideo.
- 1879- Santa Anna. Església de Santa Maria del Pi. Barcelona.
- 1883- Santa Bàrbara. Saragossa.
- 1890- Santa Isabel, Verge del Rosari i Sagrat Cor. Novelda.
- 1893- Verge del Remei. Buenos Aires